# West-Ripuarisch
Het West-Ripuarisch is een dialectgroep van het Ripuarisch. De betreffende dialecten worden onder andere gesproken in de Nederlands-Limburgse plaatsen Kerkrade, Bocholtz, Simpelveld en Vaals, het Belgische Eupen en in de omgeving van de Duitse stad Aken.

## Taalkundige classificatie
Als het gaat om de functionele woorden, strekken de overeenkomsten tussen het Akens dialect ("Öcher Platt") en het Nederlands zich uit van Aken tot Stolberg ("Schtollbärjer Platt"). Zodoende vormen ze een duidelijke afbakening van het Centraal-Ripuarisch (Keuls). De West-Ripuarische dialecten verschillen ook van de dialecten van de zuidelijke Nederrijn en het Midden-Rijnland door hun vocalisme, medeklinkers en opvallende vormen in het meervoud en de verleden tijd.
Öcher Platt moet niet worden verward met de Aken-variant van het Rijnlandse regiolect, dat dichter bij het standaardduits ligt en meer gebruikt wordt in het dagelijks leven.

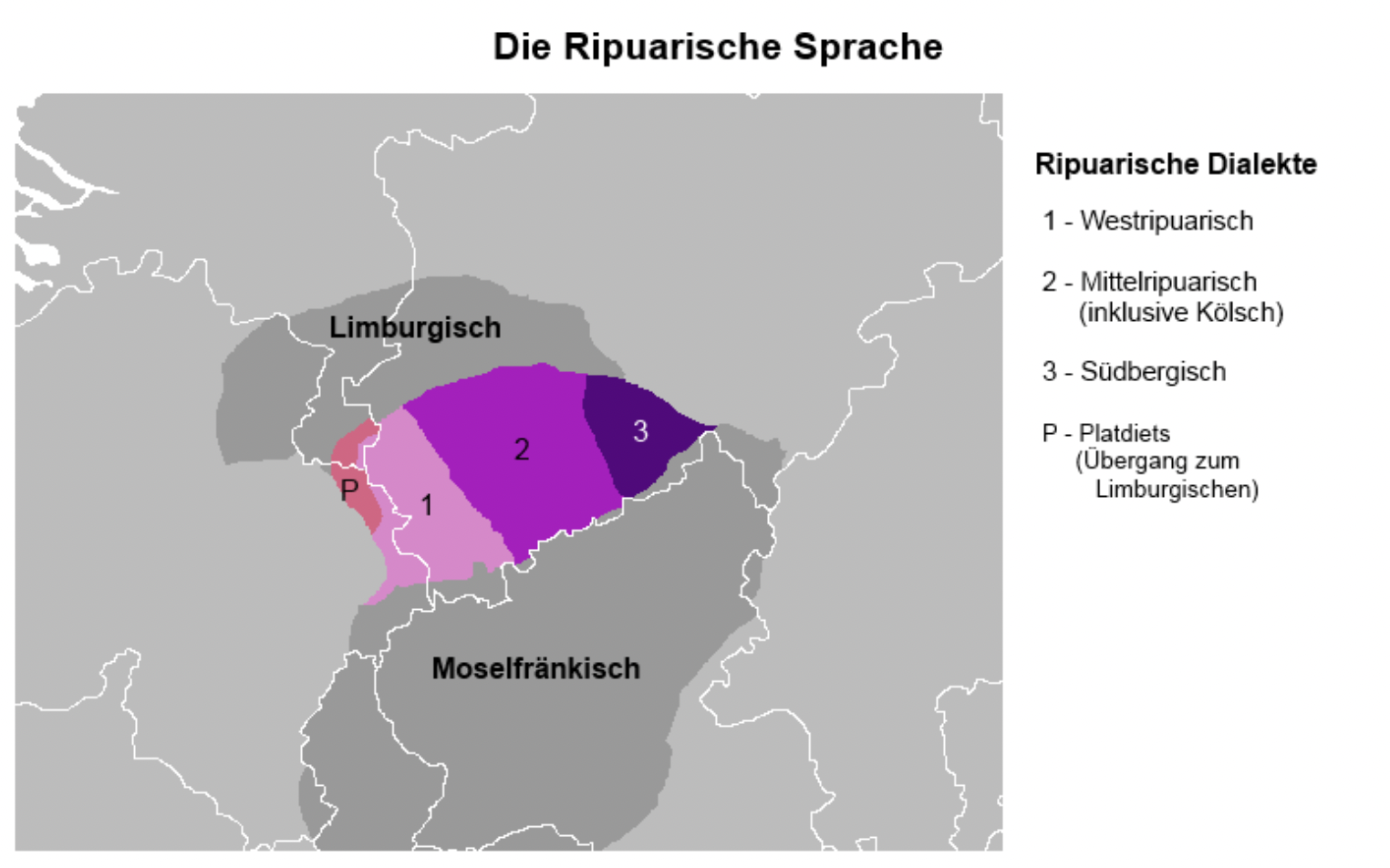
Platdiets of Zuidoost-Limburgs
West-Ripuarisch
Centraal-Ripuarisch
Oost-Ripuarisch